# Gegenkaiser
Gegenkaiser sind Herrscher, die den Status eines Kaisers beanspruchten, obwohl bereits ein Throninhaber amtierte. Aus der Sicht des bereits regierenden Kaisers war ein Gegenkaiser ein Usurpator, das heißt jemand, der sich die Macht widerrechtlich anmaßte. Gegenkaiser traten vor allem im Römischen Reich und im Byzantinischen Reich auf, aber ebenso etwa im Kaiserreich China. Im Heiligen Römischen Reich gab es lediglich Gegenkönige, da die Wahl des Königs nicht mit der Kaiserkrönung zusammenfiel.
In der römischen Kaiserzeit und in Byzanz wurden Gegenkaiser von verschiedenen Gruppierungen erhoben, so beispielsweise Gardetruppen oder (häufiger) von Truppen in den Provinzen. Einige Erhebungen waren zudem lokal beschränkt, so dass es nicht zwingend zu einem reichsweiten Machtkampf kam. Während manche Gegenkaiser rasch von eigenen Anhängern ermordet oder von loyalen Truppen besiegt wurden, konnten sich andere längere Zeit behaupten oder auch vollständig die Macht erlangen und damit als legitime Kaiser herrschen. Im Rahmen solcher Erhebungen kam es teilweise zu inneren Krisen, so im ersten und im zweiten Vierkaiserjahr. Während der Reichskrise des 3. Jahrhunderts kam es zu mehreren raschen Kaiserwechseln, was das Reich vor allem um 260 erheblich destabilisierte. 
In der Spätantike waren die Usurpationen im Westen bedrohlicher als im Ostreich, bis Westrom – in dessen Gebieten sich auch lokale Machthaber etablierten, die nicht nach der Kaiserwürde griffen und daher in der neueren Forschung teils als „Warlords“ bezeichnet werden – 476 unterging. Die oft gescheiterten Usurpatoren wurden in den spätantiken Quellen als tyranni bezeichnet (vgl. auch Tyrannis). In der Folgezeit kam es in Byzanz weiterhin zu Erhebungen von Gegenkaisern. Das Reich wurde dadurch nicht zwingend destabilisiert, bedrohlicher war oft die teils sehr angespannte außenpolitische Lage; besonders problematisch war allerdings das gleichzeitige Auftreten von Gegenkaisern und verschärfter Bedrohungslage an den Grenzen (wie durch Araber, Bulgaren, Türken und andere äußere Feinde).